# 파장동
파장동(芭長洞)은 경기도 수원시 장안구의 북쪽에 위치한 행정동이다. 현재 법정동인 ‘파장동’(芭長洞)과 ‘이목동’(梨木洞)을 관할하고 있다. 경기도 의왕시 고천동과 닿아 있다.

## 개요
파장동은 조선시대부터 광주부 일용면 지역이었다가 1789년 수원부로 편입되었다.  1789년 (조선 정조 13년) 9월 수원부의 읍치를 팔달산 동쪽 기슭으로 옮기고 1796년 화성 신도시를 건설한 후, 팔달산 주변 지역을 남부와 북부로 나누었다. 이 때 북부 14개 동 가운데 하나인 ‘파동(琶洞)’이 지금의 파장동에 해당한다. 1899년 발간된 《수원군읍지》에는 ‘파동(琶洞)’으로 표기되어 있음을 확인할 수 있다. 이후에 파동의 명칭은 ‘파장동(芭長洞)’으로 변하여 일용면(日用面)에 소속되어 있었다.
1914년 4월 1일 일제의 행정구역 통폐합 때 미륵동(彌勒洞), 일림동(逸林洞), 파장동을 통합시켜 ‘파장리’라 하여 일형면(日荊面)에 소속시켰다. 1936년 10월 1일 일형면(日荊面)과 의왕면(儀旺面)이 일왕면(日旺面)으로 통합되면서 일왕면 파장리(芭長里)가 되었다. 해방 후인 1949년 8월 15일 수원읍 지역이 수원부로 승격되자, 이 지역은 화성군 일왕면 파장리로 개편되었다. 이후 1963년 1월 1일 법률 제1175호로 화성군 일왕면에서 수원시로 편입되었다. 이때 이목리, 율전리, 천천리, 정자리 등과 함께 행정동인 파정동 관할로 들어가게 되었다. 1983년 10월 1일 수원시 조례 제1139호에 의하여, ‘파정동(芭亭洞)’이 ‘파장동’과 ‘정자동(亭子洞)’으로 분리되게 되었다. 파장동은 본래‘이목동(梨木洞)’, ‘율전동(栗田洞)’, ‘천천동(泉川洞)’을 관할했으나, 1990년 1월 1일 수원시 조례 제1607호에 의해, 파장동에서 율천동이 분리되어, 율전동과 천천동 지역이 파장동에서 떨어져 나가게 되었다. 1992년 8월 11일에는 수원시 조례 제1816호에 의하여, 송죽동(松竹洞) 일부가 파장동으로 편입되었다.

## 법정동
- 파장동
- 이목동(梨木洞)

## 교육

### 수원시장안구사립대학교
- 성균관대학교 자연과학캠퍼스

### 수원시장안구사립전문대학
- 동남보건대학교

## 교통
- 경수산업도로
- 수원북부공영차고지